# Classe K III
La classe K III est une classe de deux sous-marins construite pour la marine royale néerlandaise et utilisé pour le service colonial dans les Indes orientales néerlandaises. 

## Conception
Les navires de la classe K III ont été construits par le chantier naval Koninklijke Maatschappij De Schelde de Flessingue pour une utilisation pour les patrouilles dans les eaux coloniales néerlandaises. 
Le design des bateaux à double coque provient de l'américain Electric Boat Company.

## Caractéristiques techniques
Les sous-marins de la classe K III avaient les dimensions suivantes (L)64,41 m × (l)5,60 m × (H)3,56 m. Le K III était équipée de deux moteurs diesel allemands M.A.N. de 900 ch, et le K IV avec deux moteurs diesel Sulzer suisses de 600 ch. Pour la propulsion sous l'eau, les deux navires étaient équipés de 2 moteurs électriques de 210 cv qui étaient alimentés par 132 batteries. Comme le K IV avait des moteurs diesel plus petits et donc plus légers que le K III, son déplacement au-dessus de l'eau était plus faible et la vitesse maximale au-dessus de l'eau était plus basse. Le déplacement de la classe K III était de 583/579 tonnes respectivement pour le K III et K IV au-dessus de l'eau et de 721 tonnes sous l'eau. La vitesse maximale au-dessus de l'eau était de 16,5/15 nœuds respectivement pour le K III et K IV et sous l'eau de 8,5 nœuds. Les deux navires avaient une autonomie maximale de 3 500 milles nautiques à une vitesse de 11 nœuds et de 25 milles nautiques sous l'eau à 8 nœuds. La profondeur de plongée des sous-marins était de 40 mètres. 

## Armement
Les navires de la classe K III étaient équipés de quatre tubes lance-torpilles de 17,7 pouces, 2 à l'avant et 2 à l'arrière. Au total, les navires pouvaient transporter douze torpilles Whitehead III45 soit quatre dans les tubes de torpilles et huit pour les recharger. En plus des tubes lance-torpilles, les navires sont équipés d'un canon de 7,5 cm et d'une mitrailleuse de 12,7 mm.

## Construction
| Nom   | Pose de la quille | Lancement      | Commission     | Fin de service |
| ----- | ----------------- | -------------- | -------------- | -------------- |
| K III | 15 juillet 1915   | 12 août 1919   | 9 juillet 1920 | 1934           |
| K IV  | 30 décembre 1915  | 2 juillet 1920 | 27 avril 1921  | 1936           |